# أتسوهيكو إيهجري
أَتسوهيكو إيهجِري (باليابانية: 江尻 篤彦) (12 يوليو 1967 في غيفو في اليابان – )؛ هو لاعب كرة قدم ياباني سابق كان يلعب كلاعب وس.

## وصلات خارجية
- أتسوهيكو إيهجري على موقع رابطة كرة القدم اليابانية للمحترفين (اليابانية)
- أتسوهيكو إيهجري على موقع قاعدة بيانات كرة القدم.إي يو (الإنجليزية)
- أتسوهيكو إيهجري على موقع Soccerway.com (الإنجليزية)
- أتسوهيكو إيهجري على موقع عالم كرة القدم.نت (الإنجليزية)